# Light in my Darkness
Light in my Darkness er en roman fra 1927 af den amerikanske forfatter Helen Keller. Den er beskrevet som hendes «spirituelle biografi», og hun argumenterer i bogen for Emanuel Swedenborgs ideer. Bogen blev oprindelig udgivet under titlen My Religion. Den oprindelige udgivelse bar præg af hastværksarbejde; bogen er  senere udkommet i reviderede udgaver hvor der er ryddet op i kapitelstrukturen og sproget er blevet moderniseret.
I 1960, mod slutningen af Kellers liv, udkom en revideret version af bogen under titlen Light in My Darkness. Den nye titel bygger på et poetisk udsagn fra Keller:
I know that life is given us so that we may grow in love. And I believe that God is in me as the sun is in the color and fragrance of the flower, the Light in my darkness, the Voice in my silence
Bogen kom i dansk oversættelse under titlen Min religion på det danske forlag Aschehoug i 1929 og i svensk oversættelse samme år under samme titel.